# کیم مالکی
کیم مالکی (انگلیسی: Kim Mulkey؛ زادهٔ ۱۷ مهٔ ۱۹۶۲) بازیکن سابق و مربی بسکتبال اهل ایالات متحده آمریکا است.